# Sinterklaaslied

Kinderen zingen sinterklaasliedjes bij de kachel nadat ze hun schoen hebben gezet (2015).

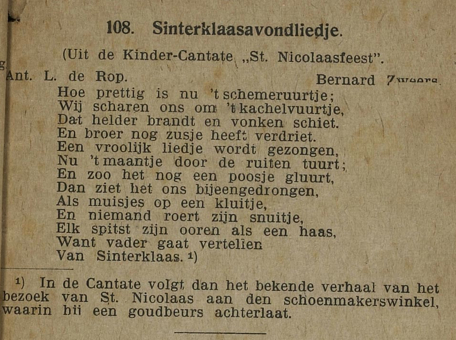
Liedblad met het sinterklaaslied: Hoe prettig is nu 't schemeruurtje (A.L. de Rop, ong. rond 1900).

Een sinterklaaslied is een lied dat wordt gezongen in aanloop naar en tijdens het sinterklaasfeest. Met name kinderen zingen voor Sinterklaas tijdens de intocht, bij een bezoek van de Sint (aan bijvoorbeeld school of in winkels), bij het zetten van hun schoen en aan het begin van pakjesavond.
Hoewel de liedjes tegenwoordig in boeken te vinden zijn en op geluidsdragers en op radio en tv te horen zijn, worden ze in de eerste plaats mondeling doorgegeven  en staan ze nog altijd in de traditie van de actieve zangbeoefening.
De oudste liederen over Sint-Nicolaas die in liedbundels bewaard zijn gebleven, stammen uit de zestiende eeuw. Het gaat aanvankelijk met name om heiligenliederen over de heilige bisschop Nicolaas van Myra. De klassieke liedjes die in de twintigste en eenentwintigste eeuw traditioneel worden gezongen, gaan voor het overgrote deel terug op de negentiende en de eerste helft van de twintigste eeuw. Naast enkele volksliedjes uit de mondelinge overlevering, gaat het om liedjes van tekstdichters als J.P. Heije, Jan Schenkman, Katharina Leopold, Simon Abramsz, Antoinette van Dijk en Herman Broekhuizen.

## Het zingen van sinterklaasliederen

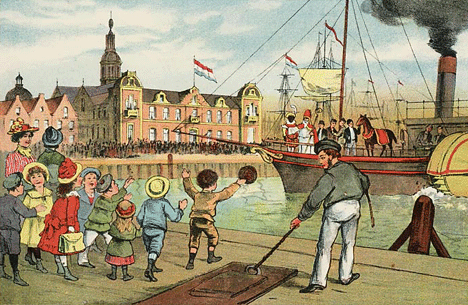
Aankomst Sinterklaas en Zwarte Piet (in: J. Schenkman, St. Nikolaas en zijn knecht, 1905)

Het zingen van sinterklaasliedjes is een van de tradities die met het folkloristische sinterklaasfeest verbonden zijn. Enkele tientallen liedjes gaan al zo'n honderd tot bijna tweehonderd jaar mee en geven zo het feest al generaties lang mede vorm, inhoud en sfeer. Samen met traditionele kinderliedjes en sint-maartensliedjes behoren de sinterklaasliedjes tot de best bewaard gebleven Nederlandse zangcultuur. Ze horen daarmee tot de weinige liedcultuur die nog gekenmerkt wordt door actieve zangbeoefening (sinds de opkomst van muziek op de radio of op geluidsdragers).
Er zijn een aantal momenten in de sinterklaastijd die zich in het bijzonder lenen voor het zingen van sinterklaasliedjes: de intocht, het zetten van de schoen en pakjesavond.
Tegenwoordig komt Sinterklaas ongeveer drie weken voor zijn naamdag (6 december) in Nederland en België aan. Zowel bij de landelijke intocht als bij de vele plaatselijke intochten, worden Sint-Nicolaas en Zwarte Piet toegezongen door de kinderen die ze staan op te wachten. Verschillende traditionele liedjes gaan over de aankomst van Sinterklaas, zoals Daar is een stoomboot aangekomen / al over de grote zee (ca. 1925); Hij komt, hij komt / die lieve goede Sint (K. Leopold, 1898, melodie van Frohlicher Landmann van Robert Schumann); en Zie ginds komt de stoomboot uit Spanje weer aan (J. Schenkman, ca. 1850).

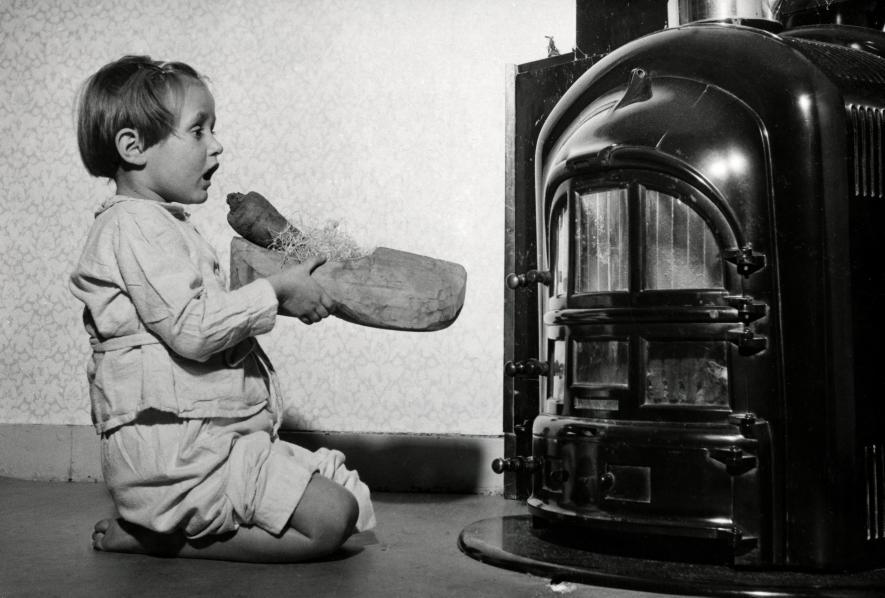
Meisje zingt sinterklaasliedje met klomp voor de kachel, Nationaal Archief, 1959.

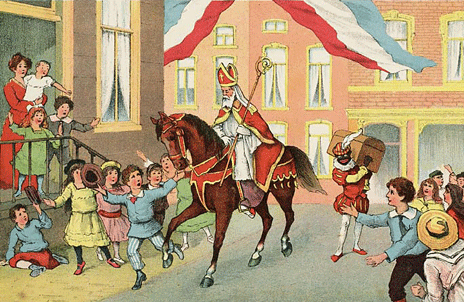
Intocht van Sint en Piet (in: J. Schenkman, St. Nikolaas en zijn knecht, 1905).

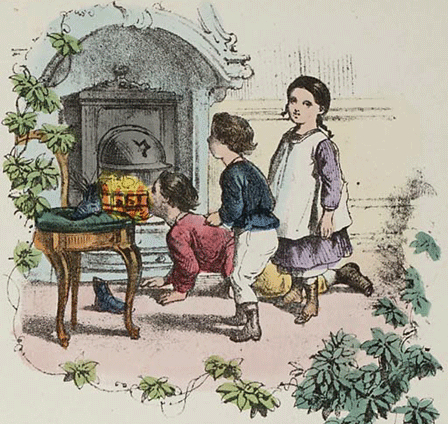
Drie kinderen zetten hun schoen voor de haard en zingen een sinterklaasliedje (in: Hopsasa: knie- en bakerdeuntjes uit de oude doos, 1873).

In de weken dat Sint in het land is, mogen kinderen een of enkele keren 's avonds hun schoen zetten bij de open haard of de kachel, maar bij gebrek daaraan ook wel onder de brievenbus of onder een raam. Zij laten hierbij soms hooi of een wortel achter voor het paard, of een tekening voor Sint en Piet, en zingen enkele sinterklaasliedjes. De liedjes klinken door de schoorsteen tot op het dak, waar Sint-Nicolaas ze zou kunnen horen. De volgende dag vinden de kinderen dan wat lekkers of een klein geschenkje in hun schoen. Het gebruik van de schoen zetten gaat terug tot zeker de vijftiende eeuw, toen armen hun schoen in de kerk zetten en rijke burgers daar geld in stopten dat onder de armen verdeeld werd. Al vanaf de zeventiende eeuw wordt er in volksliedjes naar het zetten van de schoen verwezen (met inbegrip van het achterlaten van hooi en het klinken van het lied door de schoorsteen). Ook onder de huidige bekende liedjes zijn er liedteksten die verwijzen naar het zetten van de schoen, waaronder Sinterklaas is jarig, 'k zet mijn schoen vast klaar (W. Oostveen, ca. 1925); Sinterklaas kapoentje / gooi wat in mijn schoentje (mondeling overgeleverd volksliedje); en O, kom er eens kijken / wat ik in mijn schoentje vind (K. Leopold, 1898).
In Nederland vindt pakjesavond gewoonlijk plaats op 5 december, aan de vooravond van Nicolaas' naamdag op 6 december. Terwijl de kinderen wachten tot de pakjes worden bezorgd, kunnen zij een heel aantal sinterklaasliederen zingen. Liederen die naar pakjesavond verwijzen, zijn onder meer: Zie de maan schijnt door de bomen / makkers staakt uw wild geraas (J.P. Heije, 1843); en Hoor de wind waait door de bomen / hier in huis zelfs waait de wind (ca. 1925). Na het cadeautjes uitpakken kan er nog worden afgesloten met Dag Sinterklaasje / dag, dag (A. van Dijk, 1926), en, op dezelfde melodie, Dank Sinterklaasje / dank, dank.
Na pakjesavond verdwijnen Sint en Piet over het algemeen ongemerkt weer naar Spanje, waardoor er in Nederland op de eigenlijke naamdag van Sint Nicolaas, 6 december, meestal geen sinterklaasliederen meer worden gezongen. In België daarentegen is het gebruikelijk om pakjesochtend te vieren. Die vindt gewoonlijk op de ochtend van 6 december plaats.
Een overzicht van al deze liedjes is te vinden onderaan dit artikel.

## Liederen over Sint-Nicolaas door de eeuwen heen

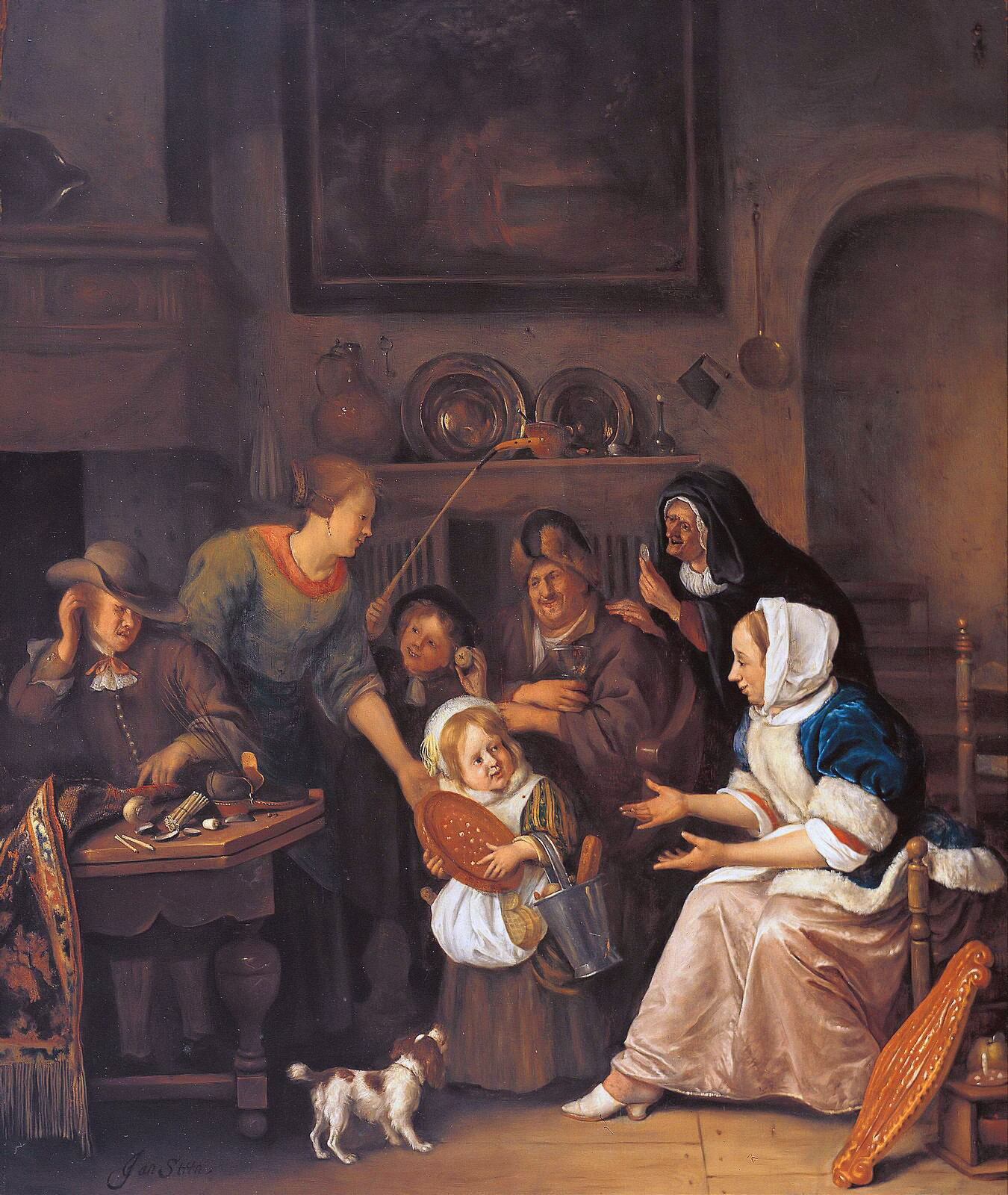
Jan Steen, Sinterklaasfeest (tussen 1670 en 1675).

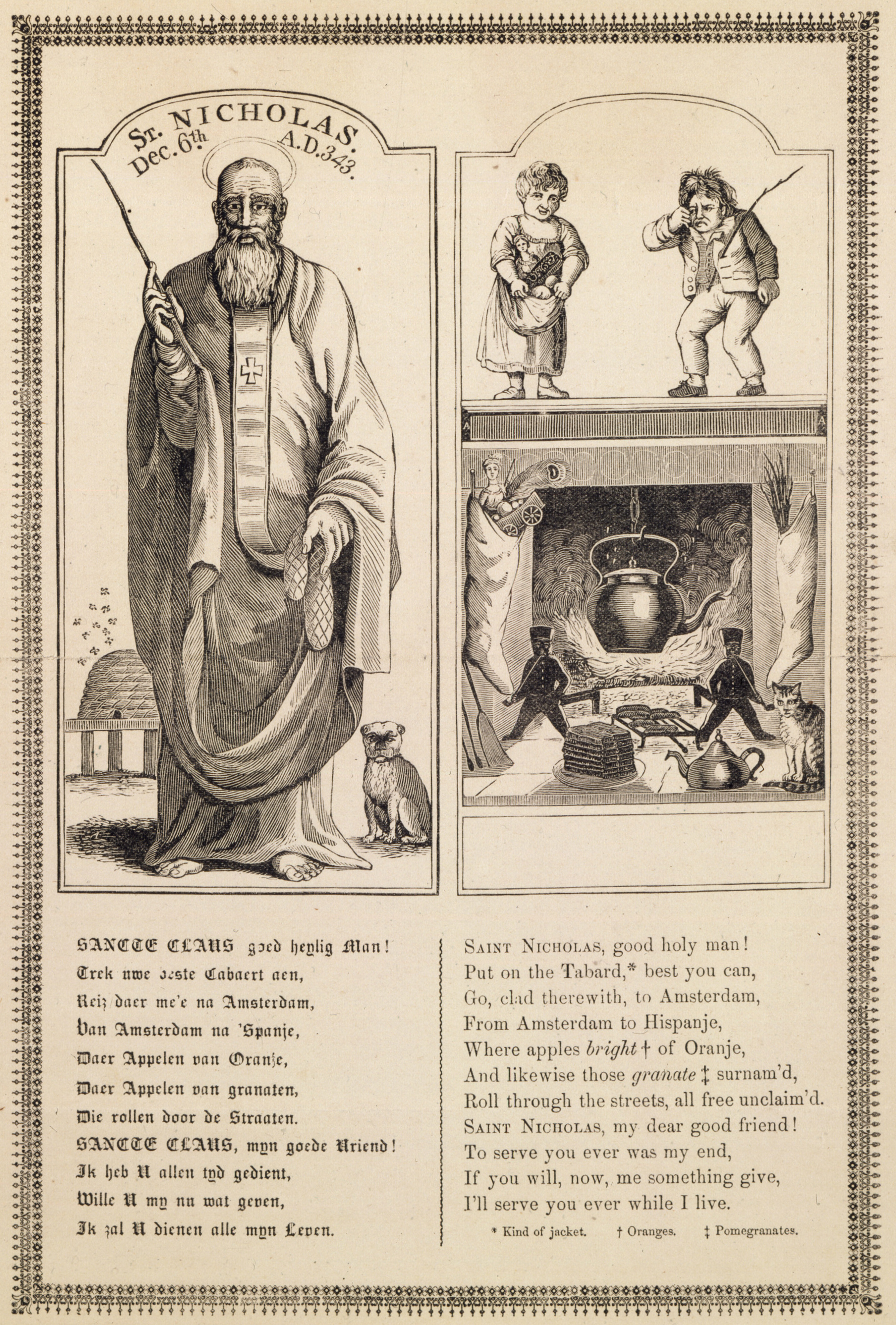
John Pintard, Saint Nicholas (1810). Met Engelse vertaling van het volksliedje 'Sancte Claus goed heylig Man'.

De oudst bewaard gebleven liederen rond Sint-Nicolaas stammen zoals gemeld uit de zestiende eeuw. In de loop van de eeuwen veranderen de thematieken in de liederen, waarmee de liedjes veranderingen in het sinterklaasfeest weerspiegelen.
Tot in de zeventiende eeuw voeren heiligenliederen de boventoon, over het leven, de goede daden en de wonderen van de heilige Nicolaas uit Myra in Lycië (het zuidwesten van het huidige Turkije). In deze eeuw zijn er daarnaast al een handjevol liedjes te vinden over Sint-Nicolaas als huwelijksmaker. Dit genre raakt in de achttiende eeuw wijd verspreid. In deze liedteksten, vaak liefdesklachten of kluchtliedjes, wordt de heilige om een huwelijkspartner gevraagd. In de negentiende eeuw nam de populariteit van dit onderwerp sterk af en ontstond er belangstelling voor het verzamelen van traditionele volksliedjes, veelal korte kinderliedjes en kinderdreunen, die (mogelijk al tientallen jaren, of de voorlopers ervan nog langer) mondeling werden overgeleverd en nu werden opgetekend. Daarnaast werden er in de negentiende en twintigste eeuw veel nieuwe liedjes geschreven, waarvan er enkele tientallen tot in de eenentwintigste eeuw bekend zijn gebleven.
Door de eeuwen heen verwijzen veel liedjes naar onderdelen van het sinterklaasfeest. Zo wordt er al in de zeventiende eeuw in liedteksten verwezen naar het geven van geschenken en lekkernijen (suikergoed, marsepein, zoete koek (vanaf de eerste helft van de achttiende eeuw speculaas)) en naar het zetten van de schoen. In de achttiende eeuw wordt vermeld dat er hooi en water bij de schoen wordt achtergelaten voor Sinterklaas' paard. Het is ook een versjesboek dat in de negentiende eeuw nieuwe onderdelen van het sinterklaasfeest in brede kring heeft verspreid: de herkomst van de Sint uit Spanje, de aankomst met de stoomboot, gevolgd door een feestelijke intocht, en een zwarte page als dienstknecht, verschenen voor het eerst in druk in het kinderboekje met versjes Sint Nikolaas en zijn knecht van Jan Schenkman uit 1850.
De geschetste thematieken zullen hieronder per eeuw worden geïllustreerd aan de hand van voorbeelden uit liederen.

### Zestiende en zeventiende eeuw
De oudste liederen over de heilige Nicolaas in de Nederlandse Liederenbank van het Meertens Instituut, uit de 16e eeuw en 17e eeuw, zijn merendeels heiligenliederen. Uit de 17e eeuw zijn een veertiental liederen over Sint-Nicolaas in de Liederenbank terug te vinden, waarbij het in vier gevallen gaat om een bruilofts- of kluchtlied. In ongeveer een derde van deze 17e-eeuwse liedjes wordt naar gebruiken rond het sinterklaasfeest verwezen.
In de zestiende- en zeventiende-eeuwse heiligenliederen worden het leven, de deugden en soms wonderen van de heilige Nicolaas beschreven. In het eind-zestiende-eeuwse lied 'Laet ons blij sijn op desen dach / godt lovende met blijde moet' (met de titel: 'Den sesten December. Sint Nicolaes Bischop', 1582), wordt verhaald dat Sint-Nicolaas meisjes en wezen hielp, optrad tegen ketters en deugden voorstond zoals soberheid en mildheid.
In O Jhesu, bruydegom soet (1614) wordt beschreven dat Nicolaas in Patharas in Lycië werd geboren, zuiver leefde, veel vastte en bad en aalmoezen uitdeelde. Hij gooide driemaal heimelijk geld in het huis van drie zusters, waardoor zij eerzaam konden trouwen. Later werd hij bisschop in Myra. Ook in 'Sint Nicolas Eerweerdighe Prelaet' (1634) wordt de anekdote van de drie arme zusters verhaald:
Soo haest Sint Nicolaes sulcx hadt verstaen,

is hy by nacht na 'tselve huys gegaen,

wierp, 't venster in, een knoppeldoeck met gout,

waer door die eene dochter is gehout.
In meerdere liederen, zoals 'Compt kinderen bly, nae d'ouwe seeden' (1644) wordt Nicolaas de knecht van God genoemd: 'Den waerden man den milden Nicolaes / Den vrundt van Godt, den knecht des Heeren'. Het heiligenlied 'Myn ziel, tongh, ô Heer Wilt heden soo verstercken' (1659) vermeldt opnieuw dat Nicolaas als jong kind al twee dagen per week vastte, zuiver leefde, zonder vrouwen, en veel bad. Toen hij geld erfde van zijn ouders, deelde hij uit aan de armen. Eenmaal als priester gewijd, voorkwam hij tijdens een bootreis een storm. Toen de bootsman uit de mast viel en stierf, wekte Nicolaas hem weer tot leven. Ook zijn uitverkiezing tot bisschop van Myra wordt hier beschreven. Het lied 'Wy vieren nu met vroolijckheyd Sint Nicolaus Feest' (1664) vermeldt dat Nicolaas niet alleen goud en zilver uitdeelde aan de armen, maar ook kleren weggaf.
Naast deze heiligenliederen (geestelijke liederen) zijn er uit deze periode ook enkele wereldlijke liedjes: twee bruiloftsliedjes, een toneellied en een kluchtlied. Deze verwijzen alle vier naar de rol van Sint-Nicolaas als 'heylikman' of 'hijlikmaker' (huwelijksmaker): mensen baden tot de heilige om een huwelijkspartner. Een gewoonte die hiermee samenhing, was dat jongemannen in de sinterklaastijd een hart van suiker of marsepein of een versierde speculaaspop (een "vrijer") aan het meisje gaven dat ze voor zich wilden winnen. In de liedteksten, vaak kluchtliedjes, soms met dubbelzinnige teksten, wordt Sint gevraagd om in plaats van gewone geschenken een mogelijke huwelijkspartner te brengen.
Het meest verspreide wereldlijke lied is het kluchtlied 'Sinter Klaas, O heil'ge Man / Hoort mijn bidden en mijn smeken' (onder de titel 'Vryster-bee aan Sint Niklaas') van H. Zweerds, dat voor het eerst werd afgedrukt in De Olipodrigo (1654). Het wordt tot ver in de 19e eeuw in nog zeven andere liedboekjes opgenomen. In het liedje vraagt een vrouwelijke ik-figuur niet om lekkers of speelgoed, maar om een vrijer:
Niet om Soetekoek of Vygen,

Of om Kinders Poppe-goed,

Laat my maar een Vrijer krijgen
Ze heeft tot nu toe altijd alles wat haar hartje begeerde van de Sint gekregen, oorhangers, een gouden naald of een neusdoek met kant. Nu wil ze 'een goed Mans kind', die niet gokt of drinkt en die zijn vrouw weet te eren. Als zij een zoon krijgt, zal ze hem als dank Claasje noemen.
Dit liedje verwijst ook duidelijk naar toenmalige gebruiken rondom het sinterklaasfeest: het krijgen van cadeautjes en lekkernijen. In het liedje 'Compt kinderen bly, nae d'ouwe seeden' (1644) wordt ook het zetten van de schoen genoemd: 'nu wert de schoen van nichjens van neefjens / Liberael vervuldt'. Het liedje roept vervolgens op tot geven aan de armen:
Geeft gelt, en gaven met milde handen,

Geeft koussen, schoenen, de winter is na by,

Geeft kost, en kleeren, om Godt te verpanden

Geeft wol, geeft webb': aen die zijn in ly.

### Achttiende eeuw

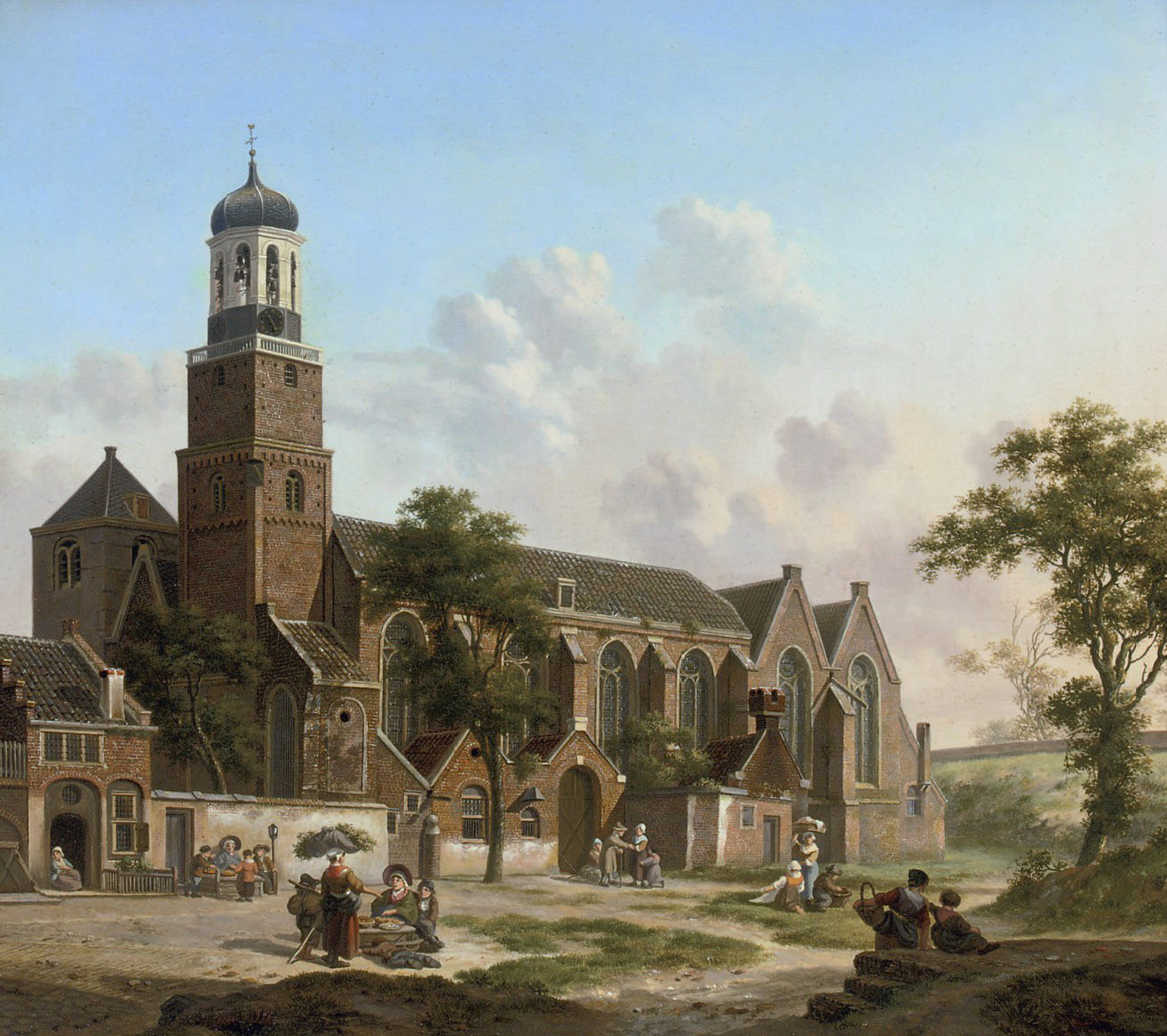
De Nicolaïkerk of Nicolaaskerk in Utrecht. Jan Hendrick Verheijen, De Nicolaïkerk (19e eeuw).

De Nederlandse Liederenbank heeft 18 liedjes over Sint-Nicolaas die voor het eerst verschenen in de achttiende eeuw. In sommige liedjes wordt de Sint alleen genoemd, bijvoorbeeld in een lijst met heiligen, of als aanduiding van welke dag het is. Ook wordt in enkele liedjes over koning Willem II (1792-1849) naar Sinterklaas verwezen, omdat Willems geboortedag op 6 december viel (de naamdag van Nicolaas op de heiligenkalender).
Het aantal nieuwe heiligenliederen over Nicolaas is deze eeuw beperkt. Een voorbeeld is 'Laet ons met Vreugden al, en grooten Lof Vereeren / Den heiligen Nicolaes' (1757). In een ander lied wordt kritiek geleverd op de viering van Sint-Nicolaas: 'Geef ons, ô Goude Sinte-klaes! / Een gifte die ons heught' (1732). Het heiligenfeest is te oppervlakkig, te weinig religieus. Natuurlijk zijn kinderen dankbaar als ze af en toe een gift van hun ouders ontvangen. Maar het zou niet nodig moeten zijn om 'op 't rechte spoor' te blijven:
Niets brenght 'er meerder zegen aen,

Dan dat men bidden leert,

En dat men vlytigh school wil gaen.
Het sinterklaasfeest is volgens het lied te inhoudsloos, het is 'gesuyckert Paeps-bedrogh'.
Net als in de zeventiende eeuw verwijzen nu ook een aantal liedjes (ongeveer de helft) naar Sinterklaas als huwelijksmaker: liefdesliedjes, liefdesklachten en kluchtliedjes. In het liedje 'Dat Sinterklaes, dien ouden baes, / Moet loopen voor sint Felten' (sint-Valentijn) (1712) wordt Sint-Nicolaas in verband gebracht met Sint-Valentijn (zijn naamdag is de dag van geliefden): nu is Nicolaas degene die voor een geliefde moet zorgen. Als kind kreeg de ik-persoon in het liedje geschenken (Spaanse klikken, nieuwe klootjes, schaatsen, linten en een prikslee) en was Sint-Nicolaas zijn vriend. Nu wil hij 'een braave meid', liefst niet bazig, zonder bochel en rimpels, en niet aan drank verslaafd - maar nu rijdt Sinterklaas hem 'gestaeg voorbij'. In het klaaglied 'Tryntje heeft van Sint Niclaes, / Nu haer herten wens gekregen' (1718) wil de vrouwelijke ik-figuur net als Trijntje een man, al was het maar een soldaat. Ze wil geen 'Vygen en Koek' of 'Appels van Oranjen' (sinaasappels):
Ik soek ander’ zoetigheyd

Als’er in de Suyker leyd
Ze wil een man en trouwen, anders zal ze van hartezeer sterven. En als 'Sinter Claes' het niet doet, 'Wens ik hem dat al het Roet / Valt uyt d’Schoorsteen op syn Snoet'. In het liedje 'Sint Nicolaes, / Die onlangs liep het lant door Spoken' (1745) wordt de mannelijke ik-figuur midden in de nacht door de heilige Nicolaas bezocht. Deze opent zijn bedgordijnen en brengt hem een mooie, jonge vrouw. De volgende dag blijkt het echter maar een droom te zijn geweest.
In de liedjes uit deze eeuw wordt geregeld verwezen naar onderdelen uit het sinterklaasfeest. Enkele uitgebreidere beschrijvingen zijn te vinden in de 10 coupletten van het sinterklaaslied 'Wat is 'er al Vermaak en Vreugd, / Te zien op Zinter-Klaas' (1741). De sinterklaastijd is de meest aangename tijd van het jaar. In kraampjes wordt van alles verkocht: brood, koekgebak, suiker en banket, poppegoed, zilver, enzovoort. Huisvaders en hun echtgenotes kopen tot hun beurs leeg is en maken hun kinderen blij.
Gy ziet hoe dat zy Kous en Schoen

Ophangen, menen laas!

Met Hooy en Water dienst te doen,

Aan 't Paard van Zinter-Klaas
De tweede helft van het liedje is gewijd aan geliefden. De 'jonkmans' wordt aangeraden er met 'de meyd' op uit te gaan en een haarsteker, naald of zoete koek voor haar te kopen. Zij mogen hopen om er vriendschap, een zoen of zelfs haar maagdelijkheid voor terug te krijgen. De sinterklaastijd 'Helpt menig Meysje aan de Man, / En Jongmans aan de Meyd'.

### Negentiende eeuw
In de tweede helft van de negentiende eeuw verschijnen er veel kinderliedjes, korte, eenvoudige sinterklaasliedjes, in druk. Deze volksliedjes kunnen veel ouder zijn en door mondelinge overlevering lange tijd zijn doorgegeven, maar werden door de belangstelling voor volkscultuur tijdens de Romantiek in de tweede helft van de negentiende eeuw voor het eerst opgetekend. Een aantal van deze volksliedjes wordt in de eenentwintigste eeuw nog steeds gezongen. Ook gaven tekstdichters als J.P. Heije, Jan Schenkman en Katharina Leopold in deze periode liedjes uit, waarvan er enkele tientallen tot in de eenentwintigste eeuw bekend bleven.
Echte heiligenliederen, over het leven van de heilige Nicolaas, komen er in de negentiende eeuw niet meer bij. Ook de verwijzingen naar Sinterklaas als huwelijksmaker nemen sterk af. In de eerste helft van deze eeuw lijken er weinig nieuwe sinterklaasliedjes te verschijnen - de Liederenbank heeft er van deze 50 jaar slechts één: 'O Sint Nikolaas goed heilig man, / Wy zingen tot uw eer' (1802). Jong of oud, rijk of arm, knecht, meid, burger of heer, iedereen brengt zijn schoen. Jonge lieden zoenen elkaar en de kinderen zingen voor 'Klaasje met zyn Paard' voordat zij naar bed gaan.
Halverwege de negentiende eeuw ontstaat er dan belangstelling voor volksliedjes met Sinterklaas als onderwerp. Het tijdschrift Wodana drukt als eerste in 1843 een typisch volksliedje af, het kinderliedje:
Sinte Nicolaes, nobele baes,

brengt wat in myn schoentje,

een appeltje of een citroentje (…)
Het tijdschrift De Navorscher vermeldt vanaf 1851 een vijftal kinderdeuntjes: 'Sinte Niclaes Bisschop! goet heylich man, / Wilje wat in mijn schoentje geeven, Godt loont u dan' (onder de titel 'St. Nicolaas-liedje van 1658'); 'Sint Niklaas goed heilig man! / Trekje beste tabbert an'; 'Sint Niklaas! bonne, bonne, bonne, / Gooi wat in de leege tonne'; 'Sint Niklaas, Dat is een baas / Voor kind'ren en voor menschen'; en 'Sint Niklaas, kapoentje! / Leg wat in mijn schoentje'.
Ook enkele liedboekjes nemen in deze periode bovenstaande en andere korte volksliedjes op, zoals: H. Hoffmann von Fallersleben, Niederländische Volkslieder (Horae Belgicae II, 1856); J.J.A. Goeverneur, Kinderdeuntjes en wiegeliedjes (ca. 1870-1880); W. Dykstra, In doaze fol alde snypsnaren (1882); en J. van Vloten, Nederlandsche baker- en kinderrijmen (1894). Hieronder ook liedjes als 'Sinte Klaes, die goede heer, / Die komt alle jaren weer / Met zijn paardjes voor zijn wagen'; 'Sinte Klaes / Dy spilet yn alle huzen de baes'; 'Sinte Niklaas, / Die speult den baas' en 'Sinte Niklaas bisschop, goed heilig man, / Wil je wat in mijn schoentje geven'.
Naast deze volksliedjes uit de orale traditie, verschijnen er vanaf de tweede helft van de negentiende eeuw een groot aantal kinderliedboekjes en sinterklaasliedboekjes, waaruit enkele tientallen liedjes tot in de eenentwintigste eeuw zeer bekend en geliefd bleven.
In 1845 verscheen, in een boekje met kinderliedjes, het sinterklaaslied 'Zie, de maan schijnt door de boomen, / Makkers! staakt uw wild geraas', van de hand van J.P. Heije en met muziek van J.J. Viotta. Sinterklaasavond is aangebroken, de kinderen verheugen zich op de geschenken (een harlekijn) en lekkers (suikergoed en marsepein). Kinderen die zoet zijn geweest, krijgen koek, zo niet dan krijgen zij een gard (een roede).
't Heerlijk avendje is gekomen,

't Avendje van Sint-Niclaas!

Van verwachting klopt ons hart,

Wie de koek krijgt, wie de gard!

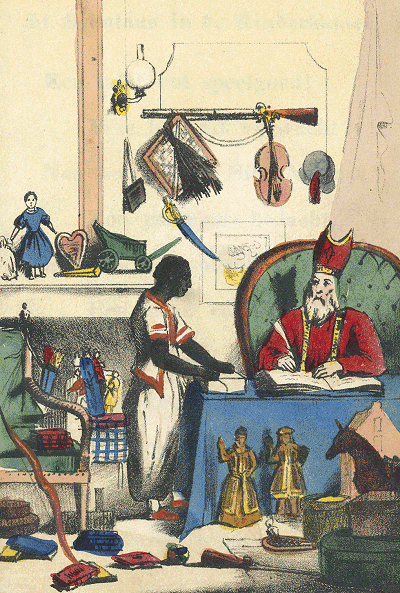
Sint Nicolaas en zijn page (in: J. Schenkman, St. Nikolaas en zijn knecht, 1850). Oudste afbeeldingen van de helper van Sint.

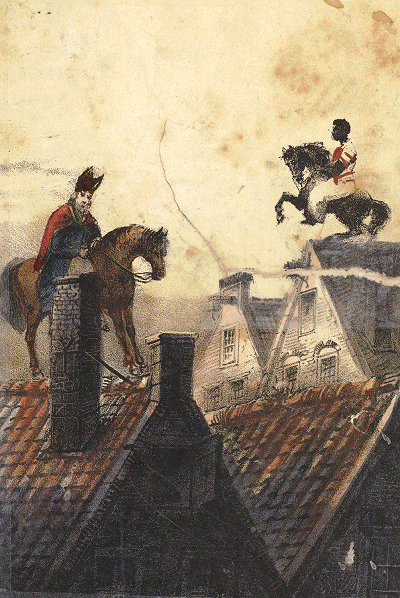
Sint met zijn knecht op het dak (in: J. Schenkman, St. Nikolaas en zijn knecht, 1850).

In 1850 verscheen het kinderboek Sint Nikolaas en zijn knecht van de Amsterdamse onderwijzer Jan Schenkman. Hierin stond onder meer de tekst van het sinterklaasliedje 'Zie, ginds komt de stoomboot / Uit Spanje weer aan!'. In dit boekje laat Schenkman voor het eerst in druk Sint Nicolaas aankomen met een stoomboot, komt hij uit Spanje en heeft de Sint een zwarte knecht als hulpje:
Zijn knecht staat te lachen,

En roept ons reeds toe:

‘Wie zoet was, krijgt lekkers;

Wie stout was, een roê’.
In 1856 schrijft dezelfde Jan Schenkman een lied voor de komst van Sinterklaas in Amsterdam: 'Eerwaarde Bisschop Nikolaas! / Vergeef het ons, dat wij het wagen' (met de titel: 'Door een groot aantal burgerkinderen Sint Nikolaas aangeboden (…). Luimig dichtstukje'). De kinderen zijn bang dat er dit jaar geen geschenken zullen worden gegeven, ook al laten ze hun liedjes door de schoorsteen klinken. Het liedje verscheen op een liedblad.
Op de valreep van de negentiende eeuw, in 1898, gaf de Groningse onderwijzeres Katharina Leopold een liedboekje met 12 sinterklaasliedjes op bestaande melodieën uit. Hiervan raakten er enkele wijd bekend, waaronder 'O, kom er eens kijken / wat ik in mijn schoentje vind'; 'Jongens heb je 't al vernomen / tralalali, tiralalala'; 'Sinterklaas, zegt moe / houdt van zoet, zegt moe'; en 'Hij komt, hij komt / die lieve goede Sint'.

### Twintigste en eenentwintigste eeuw
Rond 1900-1930 werden er, voortbouwend op de tweede helft van de negentiende eeuw, veel volksliedjes uit de mondelinge overlevering verzameld. De drie grote liedverzamelingen van die decennia bevatten tientallen korte kinderliedjes en kinderdreunen voor het sinterklaasfeest: de Handschriftcollectie volks- en kinderliederen van Nynke van Hichtum (1904-1938); de Collectie Donders van Realinus Donders (1923); en de Collectie Boekenoogen van G.J. Boekenoogen (1891-1930). Naast de hierboven genoemde kinderliedjes als 'Sinterklaasje bonne bonne bonne'; 'Sinterklaas goed heiligman'; en 'Sinterklaas kapoentje' vermelden zij ook korte kinderliedjes als: 'Sint Nicolaas goedige bloed / Geef me een buil met suikergoed'; 'Sinterklaasje, bisschop, / Zet uw hooge muts eens op'; 'Sinterklaas, die brave man / Brengt de kinderen wat hij kan'; 'Sint Niklaas mijn goeie vriend / Ik heb zoo lang bij u gediend'; 'Sint Nicolaas komt over de brug / Met een reistasch op z'n rug'; 'Sint Nicolaas is toch zoo'n schat; / Iedren avond brengt hij wat'; 'St. Nicolaas, kom spoedig / Daar van die schoorsteen af'; 'Sint Nicolaas is jarig / O! wat zijn we blij'; 'Sinterklaas zat in den hoek / Met 'n grooten peperkoek'.
Daarnaast verschenen er in de eerste helft van de twintigste eeuw nog altijd veel liedboekjes voor kinderen, al nam de betekenis van het liedboek met de opkomst van de radio en de lp vanaf de jaren 20 en 30 langzaam maar zeker wel af.

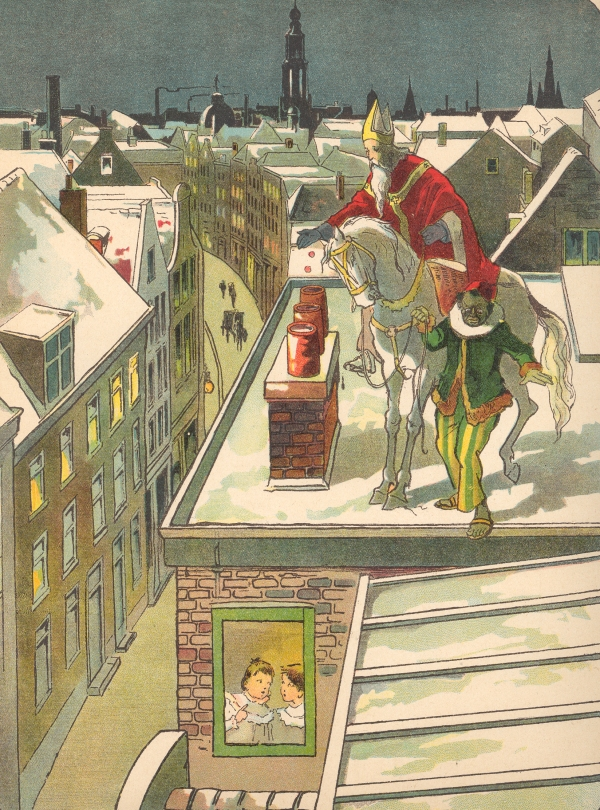
Sinterklaas gooit lekkernijen door de schoorsteen (in: J. Schenkman, St. Nikolaas en zijn knecht, ong. 1907).

De Amsterdamse onderwijzer Simon Abramsz publiceerde liedjes als 'Op de hoge, hoge daken / rijdt de bisschop met zijn knecht' en 'Zachtjes gaan de paardevoetjes / trippel trappel trippel trap' (1911). En zangeres en radiopresentatrice Antoinette van Dijk bracht liedjes uit als 'Wees welkom vandaag in ons midden / ziet, uw zetel staat al klaar' en 'Vijf december, vijf december / ha, dat is de blijde dag' (ca. 1926). In deze begin-twintigste-eeuwse liedjes wordt Sinterklaas steeds vergezeld en geholpen door zijn knecht Zwarte Piet. Bijvoorbeeld in Abramsz' 'Op de hoge, hoge daken':
Pieter gluurt door elke schoorsteen

en hij meldt de goede Sint

die geduldig staat te wachten

ieder ongehoorzaam kind.

Alles ziet die slimme Piet

zich vergissen kan hij niet.
Naar de gedenkdag van Sint Nicolaas (waarop strikt genomen zijn sterfdag en dus zijn ten hemelopneming wordt herdacht) wordt verschillende keren verwezen als zijn "verjaardag", zoals 'Sinterklaas is jarig / 'k zet mijn schoen vast klaar' (W.F. Oostveen, ca. 1925) en 'Vijf december, vijf december / ha, dat is de blijde dag' (Antoinette van Dijk, ca. 1926): 'want Sinterklaas is jarig / en wie roept niet luid: "Hoezee!"'.
Herman Broekhuizen schreef vele kinderliedjes voor het radioprogramma voor kleuters Kleutertje, luister (1946-1975). Ook sinterklaasliedjes als 'Piet heeft gesnoept van de pepernoten'; 'Zwarte Piet, wiede wiede wiet / ik hoor je wel, maar ik zie je niet'; en 'Zwarte Zwarte Piet / wat laat je mij weer schrikken' zijn van zijn hand. Hierin staat vooral Zwarte Piet in het middelpunt, gezien door de ogen van kleuters (of soms kleutergedrag spiegelend), die zich zo in Piet kunnen herkennen:
Piet heeft gefietst op de kinderfietsen

Piet heeft gespeeld met de speelgoedtrein

Pietertje Roet wou zo dolgraag spelen

Piet wou net als de kinderen zijn.
Deze midden-twintigste-eeuwse kleuterliedjes horen bij de laatste liedjes die werden opgenomen in de verzameling traditionele sinterklaasliedjes, die op de geijkte momenten worden gezongen.
In alle (merendeels twintigste-eeuwse) klassieke sinterklaasliedjes waarin een bediende van Sint Nicolaas wordt vermeld, gaat het om één knecht, soms zonder naamsvermelding, meestal wordt hij Piet of Zwarte Piet genoemd. Zwarte Piet verwijst in de sinterklaasliedjes dus altijd naar een individu. In de liedjes is Piet degene die luistert of de kinderen stout of lief zijn, strooit met pepernoten, soms een zak met cadeautjes draagt, en geschenken achterlaat. In het versjesboek van Jan Schenkman draagt hij Sinterklaas' geldkist. Dat Sint met een grote groep helpers aankomt, die gezamenlijk, als collectief, worden aangeduid als "Zwarte Pieten", is met name bij intochten na de Tweede Wereldoorlog en in televisie-uitzendingen in zwang geraakt en niet tot nauwelijks tot traditionele sinterklaasliedjes doorgedrongen.
Vanaf invoering van de langspeelplaat eind jaren 40 werden sinterklaasliedjes ook uitgebracht op lp en later cd, meestal uitgevoerd door een kinderkoor. Onder meer bekende kinderkoren als De Leidse Sleuteltjes, de Damrakkertjes, Kinderkoor de Karekieten, de Schellebellen en Kinderkoor Jacob Hamel gaven een of meerdere grammofoonplaten met sinterklaasliedjes uit.

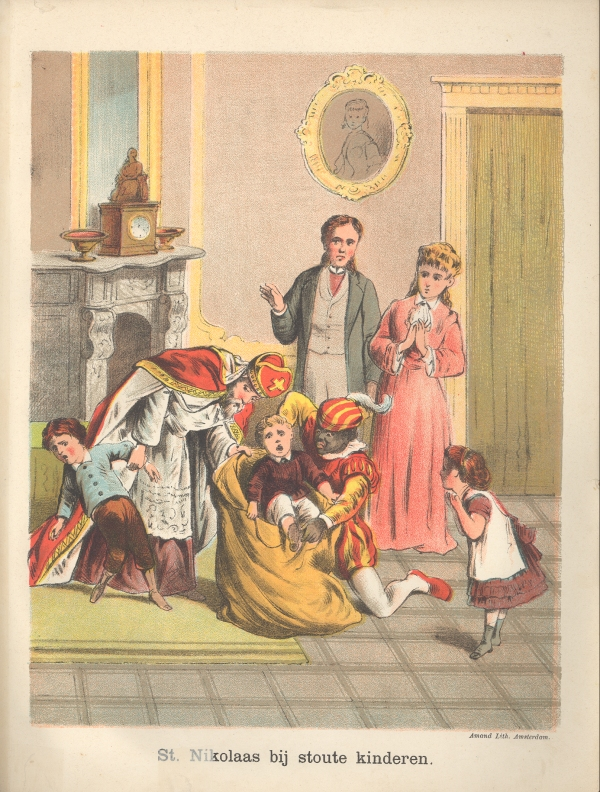
Sint en Piet stoppen stoute kinderen in de zak (in: J. Schenkman, St. Nikolaas en zijn knecht, ong. 1885).

In enkele liedboekjes werden de oorspronkelijke teksten van sinterklaasliedjes aangepast, om bijvoorbeeld verouderd woordgebruik of genoemde cadeautjes aan te passen aan de tijd. Ook werden soms de roe (een stok of bundel twijgen), de plak (een stok met een platte schijf), of coupletjes met het dreigement om stoute kindertjes in de zak mee te nemen naar Spanje weggelaten of gewijzigd. In enkele gevallen werd later ook het bijvoeglijke naamwoord 'zwart' uit de naam Zwarte Piet weggelaten en zijn rol als knecht in dienst bij Sinterklaas uit enkele liedjes weggeschreven. Andere liedboekjes volgden juist de oorspronkelijke liedteksten, zoals ze door de tekstdichters indertijd zijn geschreven, om het werk van oudere auteurs niet te herschrijven, omdat oudere teksten de woordenschat van kinderen verrijken en om de liedjes als historisch erfgoed intact te laten.

## Bekende sinterklaasliedjes uit de 19e en 20e eeuw
Onderstaande lijst met liedjes zijn traditionele sinterklaasliedjes uit de negentiende en twintigste eeuw (of ouder), die nog altijd worden gezongen. Het gaat om volksliedjes die zijn opgetekend in de negentiende eeuw en die in de volksmond zijn ontstaan of waarvan de auteur niet meer bekend is; en om liedjes die in liedboekjes zijn verschenen en actieve zang tot doel hadden. Voor sinterklaasliedjes van uitvoerende artiesten zie de tweede lijst, onder deze.
De liedjes staan in de tabel alfabetisch op beginregel (incipit). Volksliedjes worden gewoonlijk onderscheiden op basis van de beginregel, niet de titel. Door op het driehoekje bovenaan een kolom te klikken, kan de lijst naar keuze ook alfabetisch op auteur of componist, of chronologisch worden gerangschikt.
De liedjes kunnen ouder zijn dan aangegeven, zeker als de oudst bekende bron een verzamelbundel is. De oudste vindplaatsen zijn dan een aanwijzing van de minimale ouderdom van het liedje.
Zie voor volledige titelbeschrijvingen bij de "Bronnen" onderaan dit artikel, onder het kopje "Liedboekjes".
| Beginregel                                                                        | Auteur              | Componist                                       | Oudst bekende bron                                                                                     | Bijzonderheden |
| --------------------------------------------------------------------------------- | ------------------- | ----------------------------------------------- | --- | --- |
| Daar is een stoomboot aangekomen / al over de grote zee                           | zz daar is          | zz daar is                                      | Vroolijk St. Nicolaas-feest, verz. door Almoes (192x)                                                  | |
| Daar staat bij de kachel een schoentje / daar klinkt door de schoorsteen een lied | H. Blaauw           | K.J. Tol                                        | St. Nicolaasliedjes, verz. door Van Pelt en Boon (1926)                                                | |
| Daar wordt aan de deur geklopt / zacht geklopt, hard geklopt                      | zz daar wo          | zz daar wo                                      | Vroolijk St. Nicolaas-feest, verz. door Almoes (192x)                                                  | Op de melodie van 'O du lieber Augustin'. |
| Dag Sinterklaasje / dag dag                                                       | zz dag              | zz dag                                          | 2000 dag si                                                                                            | Als welkomstlied onderdeel van 'Wees welkom vandaag in ons midden', maar wordt ook los gezongen. Ook afscheidslied, zie ook 'Dank Sinterklaasje'. |
| Dank Sinterklaasje / dank dank                                                    | zz dank             | zz dank                                         | 2000 dank si                                                                                           | Op de melodie van 'Dag Sinterklaasje'. |
| De zak van Sinterklaas / Sinterklaas, Sinterklaas                                 | zz de zak           | zz de zak                                       | Vroolijk St. Nicolaas-feest, verz. door Almoes (192x)                                                  | |
| Goedenavond Sinterklaasje / goedenavond Zwarte Piet                               | zz goed             | zz goed                                         | 2000 goeden                                                                                            | |
| Hij komt, hij komt / die lieve goede Sint                                         | Katharina Leopold   | Leopold hij                                     | Sint Nikolaas, twaalf versjes met melodieën (1898)                                                     | Op de melodie van: "Fröhlicher Landmann" van Robert Schumann.                                                                                     |
| Hoor de wind waait door de bomen / hier in huis zelfs waait de wind               | zz hoor de          | zz hoor de                                      | Vroolijk St. Nicolaas-feest, verz. door Almoes (192x)                                                  | |
| Hoor wie stopt daar kind'ren / hoor wie klopt daar kind'ren                       | zz hoor wie         | zz hoor wie                                     | 2000 hoor wie                                                                                          | Onderdeel van 'Hoor de wind', maar wordt ook los gezongen.                                                                                        |
| Hop, hop, hop / we zitten nu rechtop                                              | zz hop              | zz hop                                          | Vroolijk St. Nicolaas-feest, verz. door Almoes (192x)                                                  | |
| Jongens heb je 't al vernomen / tra la la li, ti ra la la la                      | Katharina Leopold   | Leopold jong                                    | Sint Nikolaas, twaalf versjes met melodieën (1898)                                                     | Op de melodie van 'Ihren Schäfer zu erwarten'. |
| Mijn zusje kreeg van Sinterklaas / twee emmertjes van blik                        | H. Bruining         | T.E. Halbertsma                                 | Kun je nog zingen, zing dan mee! Voor jonge kinderen, verz. door Veldkamp en Boer (1950; 1e druk 1914) | |
| Moek', als Sinterklaasje komt / wil een pop hem vragen                            | zz moek             | zz moek                                         | 2000 moek als                                                                                          | |
| O, kom er eens kijken / wat ik in mijn schoentje vind                             | Katharina Leopold   | Leopold o kom                                   | Sint Nikolaas, twaalf versjes met melodieën (1898)                                                     | Melodie gaat terug op: 'Freut euch des Lebens' van H.G. Nägeli.                                                                                   |
| Och moeke, hoor eens even / een pop had ik zo graag                               | H. Bruining         | H.J. den Hertog                                 | 25 liedjes om op het gehoor te zingen (1900)                                                           | |
| Op de hoge, hoge daken / rijdt de bisschop met zijn knecht                        | Simon Abramsz       | zz al                                           | Van Sinterklaas en Pieterbaas (1911)                                                                   | Op de melodie van: 'Zie, de maan schijnt door de bomen'.                                                                                          |
| Piet heeft gesnoept van de pepernoten / Piet heeft gesnoept van het suikergoed    | Herman Broekhuizen  | Herman Broekhuizen                              | ca. 1946-1975                                                                                          | Voor het radioprogramma Kleutertje luister (1946-1975).                                                                                           |
| Piet op het dak, Piet op het dak / Piet met de zak op het dak                     | zz piet op          | zz piet op                                      | 2000 piet op                                                                                           | |
| Rommeldebommel, wat een gestommel / hoor ik me daar op de zolder                  | zz rom              | zz rom                                          | St. Nicolaasliedjes, verz. door Van Pelt en Boon (1926)                                                | |
| Sinterklaas, die goede heer / komt hier alle jaren weer                           | zz sint die         | zz sint die                                     | In doaze fol alde snypsnaren, verz. door Dykstra (1882)                                                | |
| Sinterklaas, goed heiligman / trek je beste tabberd an                            | zz sint goed        | zz sint goed                                    | Pamflet van John Pintard (1810)                                                                        | Opgetekend uit mondelinge overlevering. |
| Sinterklaas heeft zorgen / grote zware zorgen                                     | Herman Broekhuizen  | zz sint heeft                                   | 8 Sinterklaasliedjes (1972)                                                                            | Onder de titel 'De beat van Piet'. |
| Sinterklaas is jarig / 'k zet mijn schoen vast klaar                              | W.F. Oostveen       | G.C. Weeren                                     | Vroolijk St. Nicolaas-feest, verz. door Almoes (192x)                                                  | |
| Sinterklaas kapoentje / gooi wat in mijn schoentje                                | zz sint kap         | zz sint kap                                     | De Navorscher (jrg. 01, 1851)                                                                          | Opgetekend uit mondelinge overlevering. |
| Sinterklaasje, bonne bonne bonne / gooi wat in mijn lege, lege tonne              | zz sint bon         | zz sint bon                                     | De Navorscher (jrg. 01, 1851)                                                                          | Opgetekend uit mondelinge overlevering, soms als apart lied, soms als tweede couplet na het vorige lied.                                          |
| Sinterklaas, zegt moe / houdt van zoet, zegt moe                                  | Katharina Leopold   | Leopold sint zegt                               | Sint Nikolaas, twaalf versjes met melodieën (1898)                                                     | Op de melodie van 'In Berlin, sagt' er'. |
| Sinterklaasje, kom maar binnen met je knecht / want we zitten allemaal even recht | zz sint kom         | zz sint kom                                     | St. Nicolaasliedjes, verz. door Van Pelt en Boon (1926)                                                | |
| Vijf december, vijf december / ha, dat is de blijde dag                           | Antoinette van Dijk | zz vijf                                         | St. Nicolaasliedjes, verz. door Van Pelt en Boon (1926)                                                | |
| Wees welkom vandaag in ons midden / ziet, uw zetel staat al klaar                 | Antoinette van Dijk | zz wees                                         | St. Nicolaasliedjes, verz. door Van Pelt en Boon (1926)                                                | Op de melodie van: 'O Winter, schlimmer Winter' van F. Mendelssohn Bartholdy.                                                                     |
| Welkom, welkom Sinterklaas / wat fijn dat u weer bent gekomen                     | Fons van Loosdrecht | Wim Voogd                                       | ca. 1980                                                                                               | |
| Wie komt er alle jaren / daar weer uit Spanje varen                               | Fred Berens         | Nelly van der Linden van Snelrewaard-Boudewijns | Kinderleven, bundel 5 (2e dr. 1918; 1e dr. ca. na 1900)                                                | |
| Zachtjes gaan de paardevoetjes / trippel trappel trippel trap                     | Simon Abramsz       | zz zacht                                        | Van Sinterklaas en Pieterbaas (1911)                                                                   | In de eerste drukken luidt de beginregel: 'Zoetjes gaan (...)'.                                                                                   |
| Zie, de maan schijnt door de bomen / makkers staakt uw wild geraas                | J.P. Heije          | J.J. Viotta                                     | Kinderliederen (1845)                                                                                  | |
| Zie, ginds komt de stoomboot / uit Spanje weer aan                                | Jan Schenkman       | zz zie g                                        | Sint Nikolaas en zijn knecht (ca. 1850, op muziek gezet in 1912)                                       | Op de melodie van: Im Märzen der Bauer. Schenkmans boek is de oudste bron met een vermelding van een zwarte knecht.                               |
| Zwarte Piet ging uit fietsen / toen knapte zijn band                              | zz zwart ging       | zz zwart ging                                   | 2000 zwarte piet ging                                                                                  | Op de melodie van: Zie, ginds komt de stoomboot.                                                                                                  |
| Zwarte Piet, wiede wiede wiet / ik hoor je wel, maar ik zie je niet               | Herman Broekhuizen  | Herman Broekhuizen                              | ca. 1946-1975                                                                                          | Voor het radioprogramma Kleutertje luister (1946-1975).                                                                                           |
| Zwarte Zwarte Piet / wat laat je mij weer schrikken                               | Herman Broekhuizen  | Herman Broekhuizen                              | ca. 1946-1975                                                                                          | Voor het radioprogramma Kleutertje luister (1946-1975).                                                                                           |

## Sinterklaasliedjes van radio en tv
Onderstaande liedjes zijn sinterklaasliedjes die zijn geschreven voor een uitvoerend artiest en die meer of minder bekend zijn geworden van radio of tv. Ze zijn over het algemeen niet of nauwelijks opgenomen in de orale traditie en het is ongebruikelijk dat ze door kinderen worden gezongen op de geijkte momenten als bij het zetten van de schoen of op pakjesavond. Wel zijn ze in de sinterklaastijd in meer of minder mate te horen op de radio of in kindertelevisieprogramma's.
- 1976: Majoor Kees en de Sinterklahaas - Paul van Vliet
- 1982: Sinterklaas, wie kent hem niet - Henk & Henk
- 1986: Ik ben toch zeker Sinterklaas niet - Kinderen voor Kinderen & Edwin Rutten
- 1988: Kniktieklaas - Bart Peeters
- 1991: Ik vraag aan Sinterklaas een heel gelukkig kerstfeest - Henk Temming
- 1991: Olee olee Sinterklaas is here to stay!! - Ome Henk
- 1993: Kom maar binnen! - Pater Moeskroen
- 1994: Sinterklaas k.poentje - K.Dootje
- 2002: Echte Sint / Welkom Sinterklaas - Jochem van Gelder
- 2004: De brieven van Jacob - Coole Piet (hij gaf in de jaren daarna elk jaar een cd en/of singletje uit)
- 2005: Sinterklaasdisco - Gebroeders Ko
- 2008: Sinterklaas wil dansen - Kinderen voor Kinderen 30
- 2010: Vertrouw op Sinterklaas - Gerard Joling
- 2012: Zwarte Pieten Stijl - Party Piet Pablo